# Vol Pakistan International Airlines 404
Le vol Pakistan International Airlines 404 était un Fokker F27 Friendship qui a disparu peu de temps après son décollage le 25 août 1989. L'avion s'est probablement écrasé quelque part dans les montagnes de l'Himalaya, au Pakistan. L'épave de l'avion et toutes les personnes à bord n'ont jamais été retrouvées.

## Appareil impliqué
L'avion impliqué était un Fokker F27-200 Friendship, construit en 1962 et immatriculé AP-BBF. Il effectua son tout premier vol le 31 juillet 1962. Il avait accumulé environ 44 524 heures de vol et 41 524 cycles (le nombre de fois que l'avion avait été pressurisé) au moment de l'accident et était propulsé par deux turbopropulsuers Rolls-Royce Dart 532-7E.

## Disparition
À 7 h 36, un vol intérieur régulier de passagers de Pakistan International Airlines a décollé de la ville septentrionale de Gilgit, au Pakistan, en direction de la capitale nationale Islamabad. L'un des pilotes de l'avion a passé un appel radio de routine à 7 h 40 qui fut malheureusement la dernière communication avec l'avion avec la civilisation. On estime que l'avion s'est écrasé dans l'Himalaya, mais l'épave n'a jamais été retrouvée.

## Opération de recherche
Après la disparition du vol 404, plusieurs missions de recherches aériennes ont été lancées par l'armée pakistanaise au cours des trois ou quatre premiers jours. Plus tard, des équipes de recherche terrestre ont été organisées, comprenant du personnel civil et des forces armées, pour fouiller la zone autour de la montagne Nanga Parbat, haute de 8 000 mètres (26 247 pieds), mais aucune trace n'a été trouvée.